# Coccobius reticulatus
Coccobius reticulatus är en stekelart som först beskrevs av Compere och Annecke 1961.  Coccobius reticulatus ingår i släktet Coccobius och familjen växtlussteklar. Inga underarter finns listade i Catalogue of Life.